# Joe Nelson
Pour les articles homonymes, voir Nelson.
Joe Nelson, né le 25 octobre 1974 à Alameda (Californie) aux États-Unis, est un joueur américain de baseball évoluant en Ligue majeure de baseball de baseball avec les Red Sox de Boston.

## Carrière
Joe Nelson est drafté le 4 juin 1996 par les Braves d'Atlanta. Il débute en Ligue majeure le 13 juin 2001 avant d'être libéré de son contrat chez les Braves le 2 août 2002.
Il rejoint les Red Sox de Boston le 30 mars 2004. Il signe ensuite comme agent libre chez les Mets de New York avec lesquels il joue lors de l'entraînement de printemps 2005. Non retenu par les Mets, il s'engage comme joueur de ilgue mineure dans les organisations des Devil Rays de Tampa Bay (avril-juillet) puis chez les Cardinals de Saint-Louis (juillet-octobre).
Nelson retrouve les terrains de Ligues majeures sous le maillot des Royals de Kansas City en 2006, avant d'être reversé en Triple-A en 2007.
Nouveau retour au plus haut niveau en 2008 sous l'uniforme des Marlins de la Floride puis en 2009 avec les Rays de Tampa Bay. Il s'engage avec les Rays le 30 décembre 2008 .
En 2010, il signe un contrat des ligues mineures avec les Red Sox de Boston.